# 페르트스야르프호
페르트스야르프 호수(Võrtsjärv, 독일어: Wirzsee)는 에스토니아 남부에 위치하고 있는 넓이 270 [[km2]](104 mi²)의 호수이다. 페르트스야르프 호수는 에스토니아에서 2번째로 큰 호수이다.

## 사진

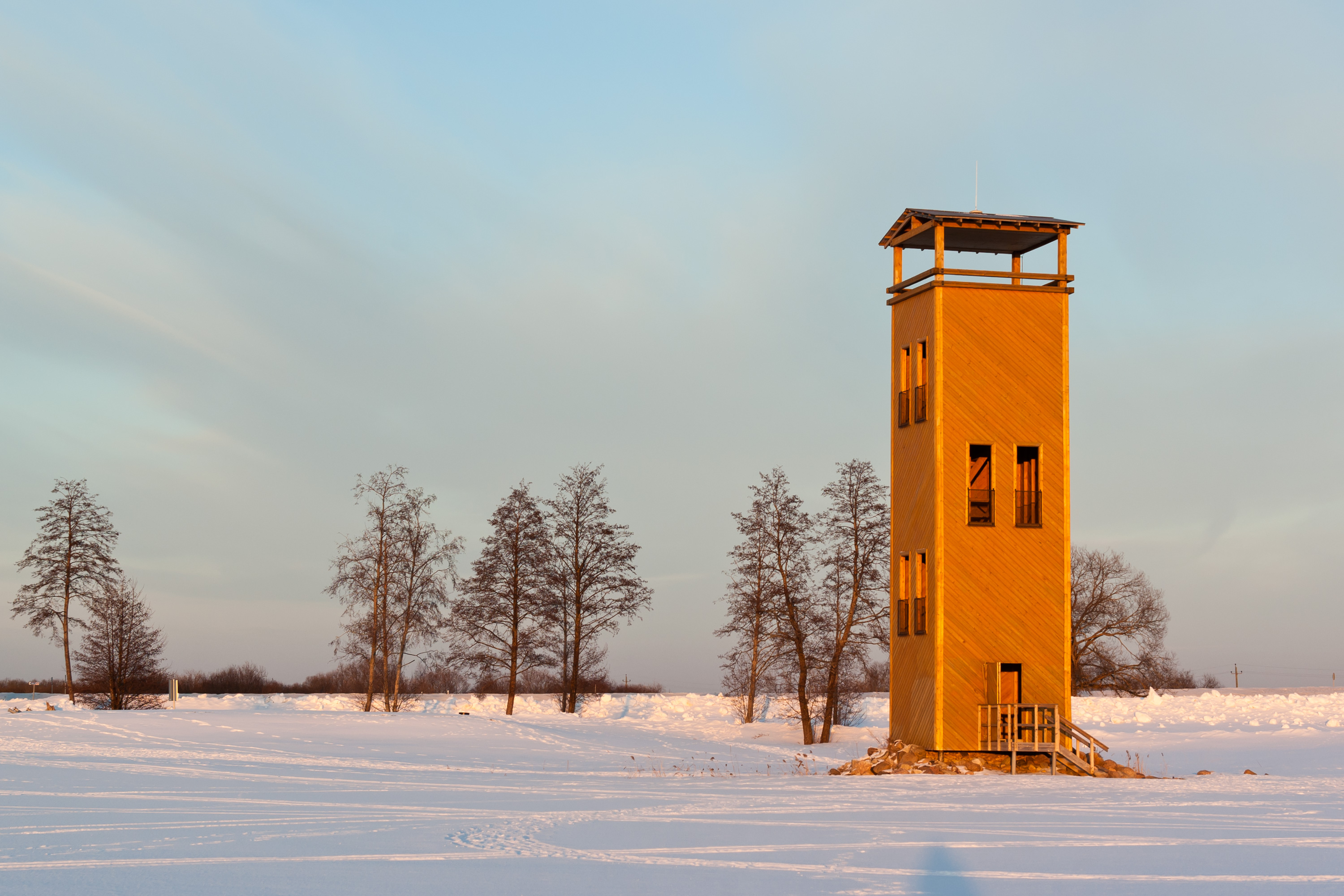
Jõesuu watchtower on the northern shore of Lake Võrtsjärv